# 短叶冬青
短叶冬青（学名：Ilex brachyphylla）为冬青科冬青属的植物，是中国的特有植物。分布于中国大陆的湖南等地，生长于海拔1,250米至1,300米的地区，见于山坡林中，目前尚未由人工引种栽培。